# Red Bull Salzbourg
Ne doit pas être confondu avec SV Austria Salzbourg (2005).
Pour la section hockey sur glace voir EC Red Bull Salzbourg
Maillots
Actualités
Dernière mise à jour : 18 décembre 2024.
Le Red Bull Salzbourg ou FC Salzbourg est un club autrichien de football basé à Wals-Siezenheim dans le district de Salzbourg.
Il est fondé le 13 septembre 1933 sous le nom Austria Salzbourg puis, à la suite du rachat de sa licence par le groupe Red Bull en 2005, devient à cette date le Red Bull Salzbourg. 
Le club a remporté dix-sept titres de champion d'Autriche et neuf Coupes d'Autriche. Il est le seul club autrichien de l'histoire à avoir réalisé quatre doublés Coupe - championnat consécutifs, entre 2014 et 2017. En 1994, il atteint la finale de la Coupe UEFA mais perd face à l'Inter Milan.
L'équipe dispute ses rencontres à domicile à la Red Bull Arena qu'il partage avec le FC Liefering, l'autre club autrichien du groupe Red Bull.

## Histoire

L'ancien logo du club avant son rachat en 2005 par le groupe Red Bull.

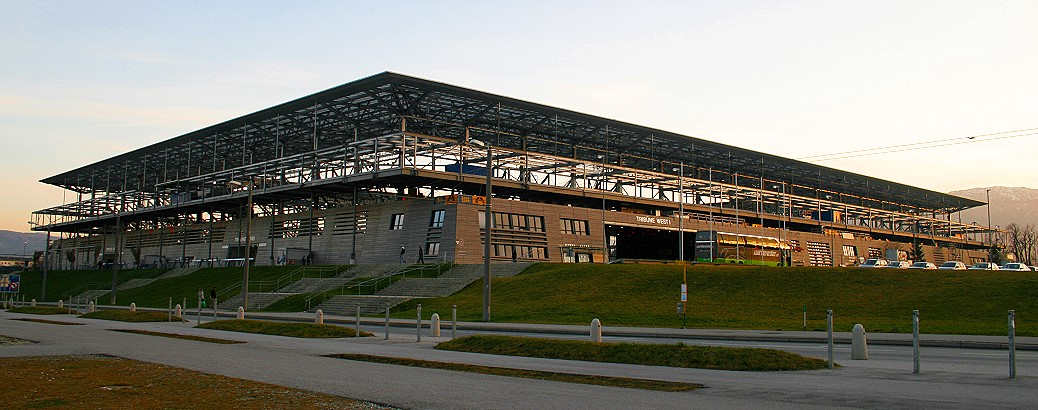
La Red Bull Arena inaugurée en 2003.

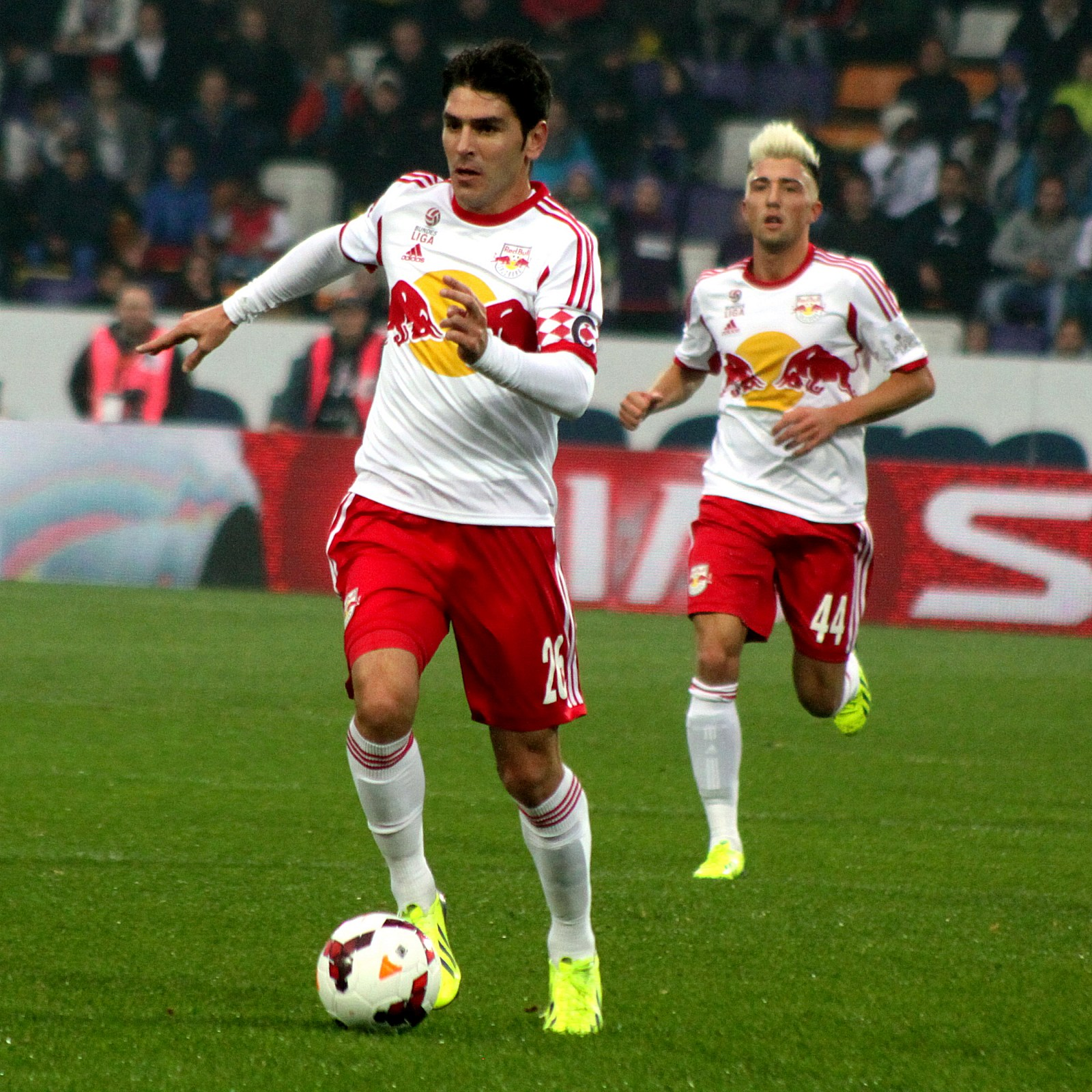
Jonathan Soriano, meilleur buteur de l'histoire du club, et Kevin Kampl en 2013.

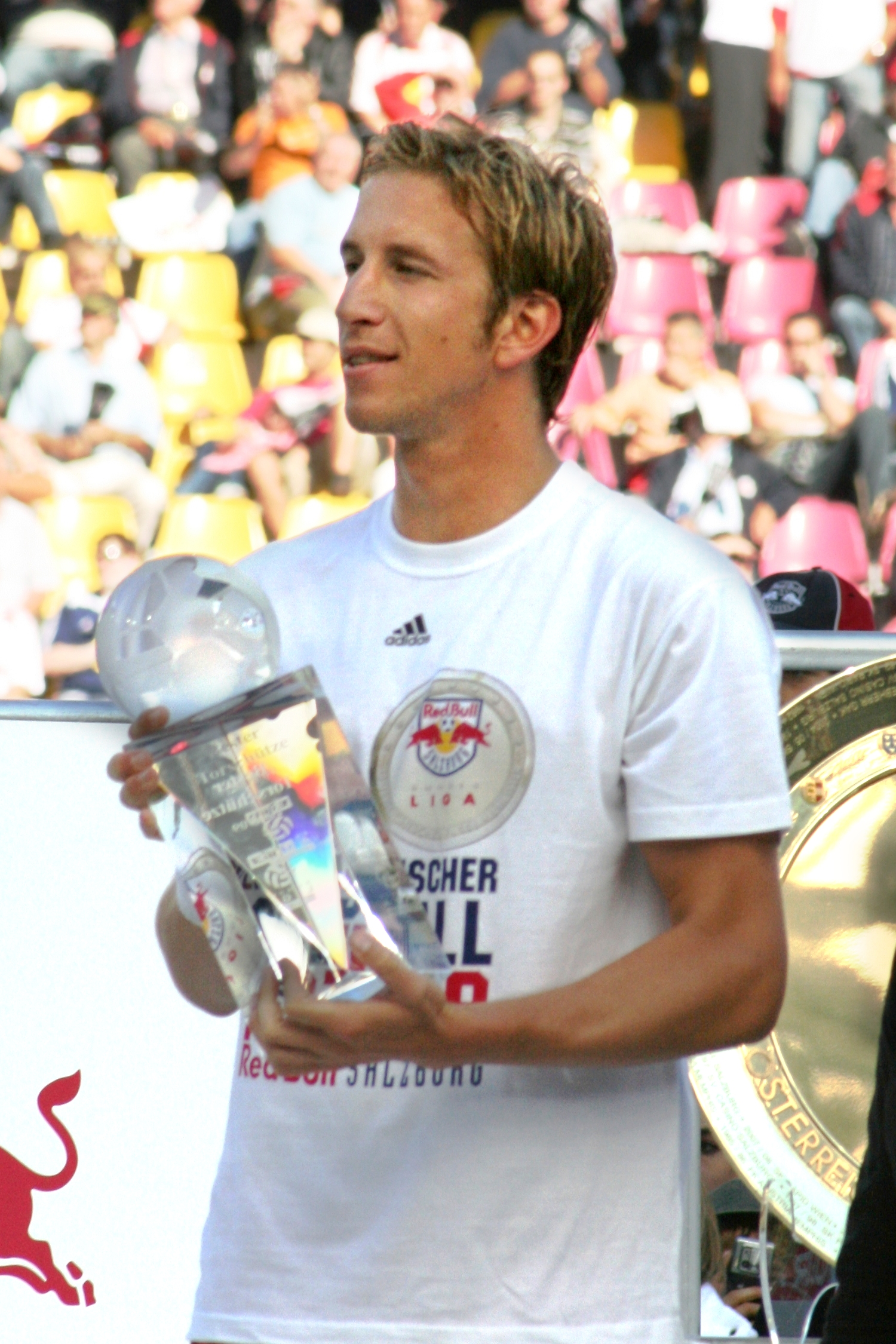
Marc Janko, ancien joueur emblématique du club, ici en 2009.

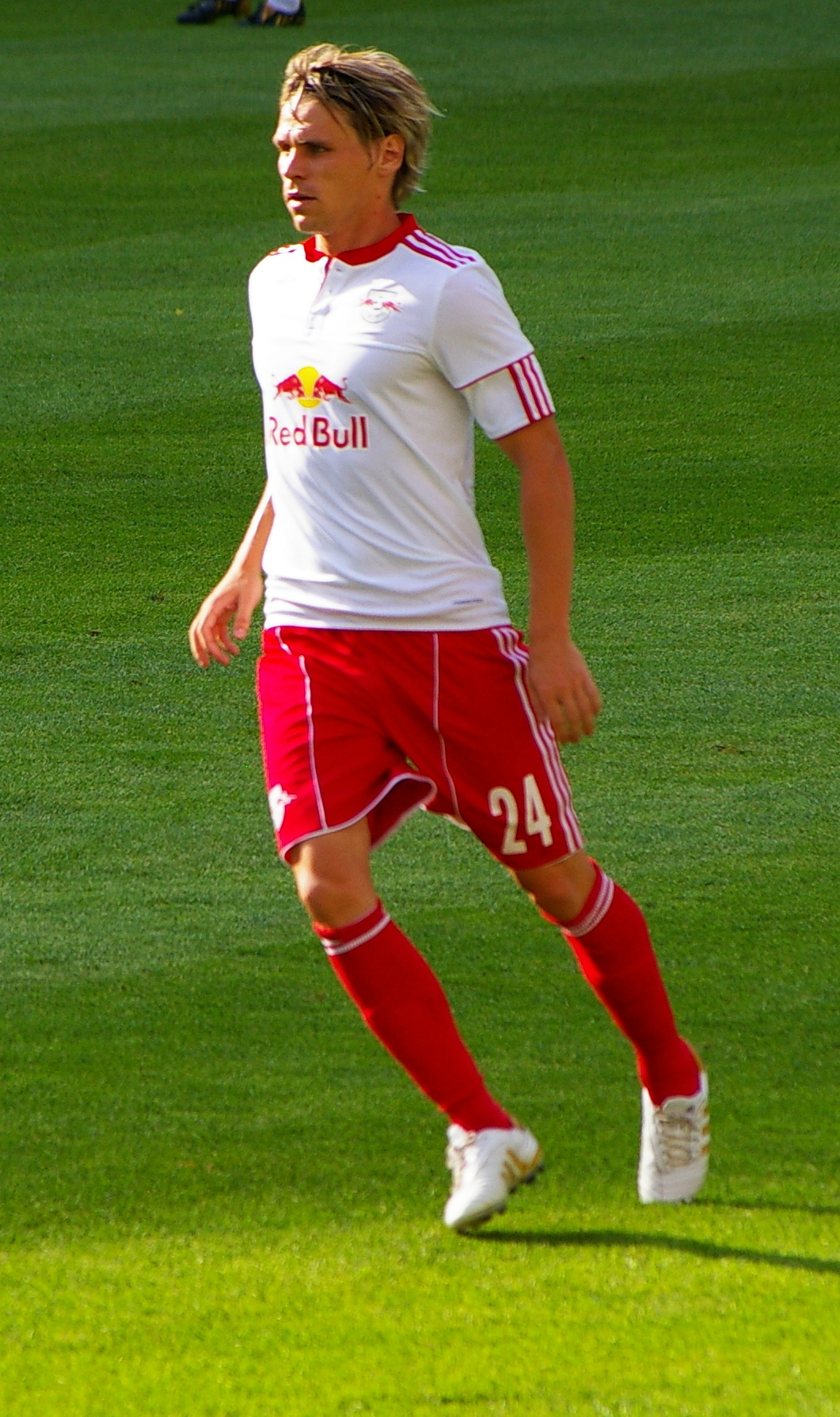
Christoph Leitgeb est le joueur ayant disputé le plus de matchs sous les couleurs du Red Bull Salzbourg.

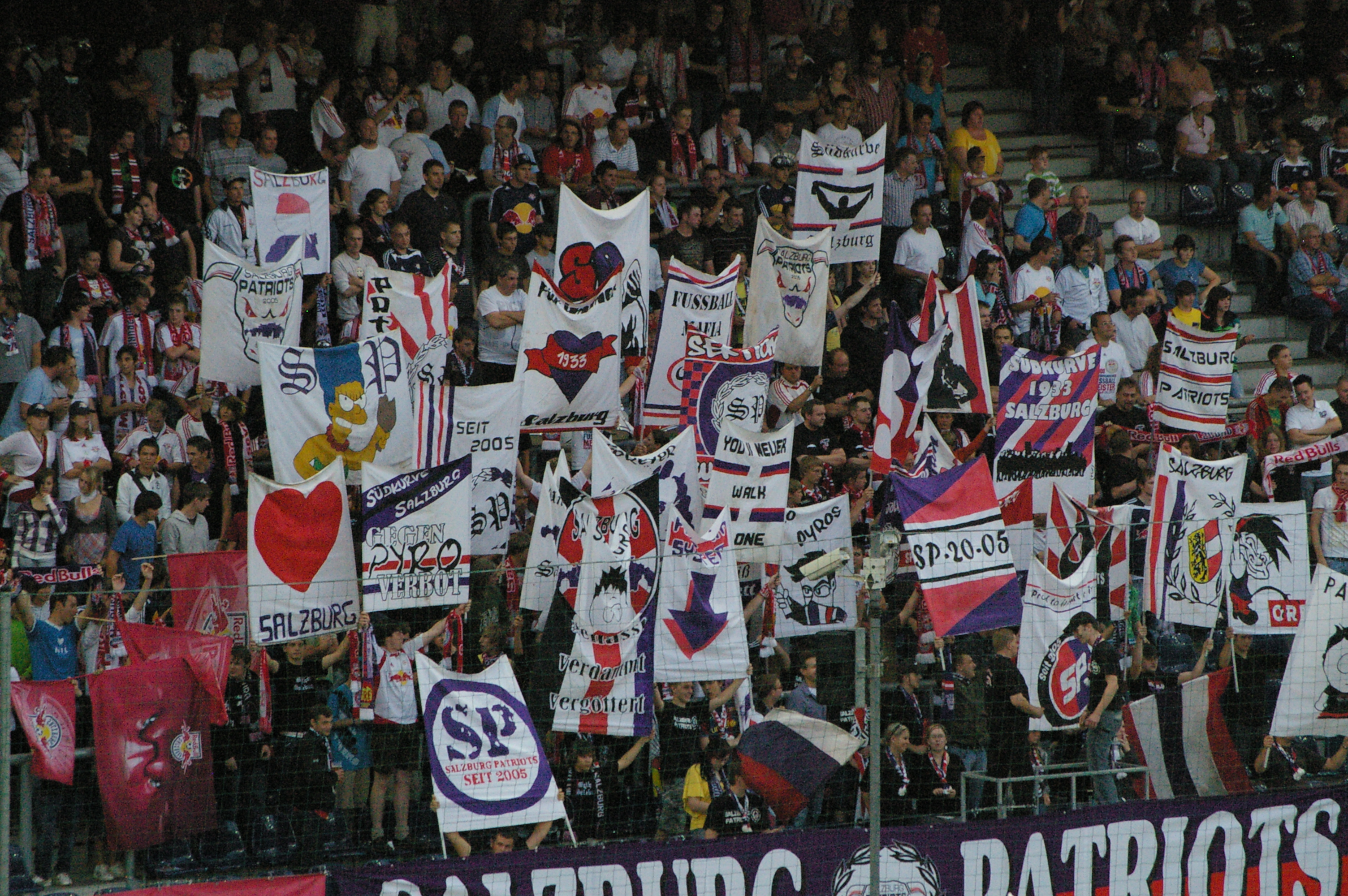
Supporters de Salzbourg.

Logo du club dans le cadre des compétitions européennes

### SV Austria Salzbourg (1933-2005)
Le club est fondé le 13 septembre 1933 sous le nom de SV Austria Salzburg, fruit de la fusion du FC Rapid Salzburg et du FC Hertha Salzburg.
Longtemps dans l'ombre des clubs viennois (Rapid Vienne, Austria Vienne, First Vienna), la formation salzbourgeoise prend du galon à l'aube des années 1970 en décrochant pour la première fois la place de vice-champion national en 1971, à un point seulement du Wacker Innsbruck. Sur le plan européen, le club remporte deux Coupe Intertoto consécutives en 1970 et 1971. Toujours en 1971, il atteint la finale de la défunte Coupe Mitropa, battu 1-3 par les Yougoslaves du NK Celik Zenica. Au terme de cette décennie, le SV Austria est rebaptisé SV Casino Salzbourg.
Il faudra attendre une vingtaine d'années pour le voir écrire les plus belles pages de son histoire, entre 1993 et 1997. Durant ces quatre saisons, Salzbourg remporte ses trois premiers titres nationaux (1994, 1995, 1997), trois super coupes (1994, 1995, 1997) et parvient en finale de la Coupe UEFA en 1994, battu deux fois 0-1 en match aller-retour par l'Inter Milan. Après cette fructueuse période, le club change à nouveau d'identité, devant le SV Wüstenrot Salzbourg.

### Rachat par le groupe Red Bull
En juin 2005, à la suite du rachat par Red Bull de la licence en Bundesliga du SV Austria Salzbourg, le club est renommé FC Red Bull Salzburg. Le nom, le logo et les couleurs du club sont redéfinis. Kurt Jara, ancien entraîneur du Hambourg SV et du FC Kaiserslautern, est nommé à la tête d'une équipe renforcée par l'arrivée de l'attaquant international allemand Alexander Zickler.
Certains groupes de supporters tentent alors de s'opposer à ces changements, mais après cinq mois de protestations et de discussions entre les nouveaux propriétaires et ces groupes, aucun compromis n'est trouvé. Les opposants reforment donc l'Austria Salzbourg qui redémarre à l'échelon local et abandonnent le flambant neuf EM Stadion, renommé Red Bull Arena en 2008.
Toutefois, un compromis eut lieu entre supporters et dirigeants concernant l'historique du club : le Red Bull Salzbourg fait marche arrière et adopte le passé du SV Austria Salzbourg, ratifiée par la Ligue fédérale autrichienne et l'UEFA
Le groupe Red Bull investit alors d'importants moyens sur le marché des transferts. Kurt Jara est remplacé par Giovanni Trapattoni, qui sera assisté de Lothar Matthäus. Le club recrute des joueurs internationaux expérimentés comme le tchèque Vratislav Lokvenc, le croate Niko Kovač, le suisse Johan Vonlanthen ou les japonais Alex Santos et Tsuneyasu Miyamoto.
Les résultats ne se font pas attendre, puisque le Red Bull Salzbourg remporte largement le championnat 2006-2007, cinq journées avant son terme. L'équipe parvient également à remporter son premier match de Ligue des champions contre le FC Zurich, mais est éliminée au tour préliminaire suivant par le Valence CF, puis par les Blackburn Rovers à la suite de son repêchage en Coupe UEFA.
Lors de la saison 2007-2008, Trapattoni, parti entraîner l'Irlande, est remplacé par Co Adriaanse, ancien entraîneur de l'Ajax Amsterdam et du FC Porto. Le Red Bull Salzbourg ne parvient pas à conserver son titre et finit à six longueurs du Rapid Vienne. En coupe d'Europe, le club est battu par le FC Chakhtior Donetsk en Ligue des champions puis par l'AEK Athènes FC en Coupe UEFA.
En 2008-2009, le club choisit l'expérimenté Huub Stevens comme nouvel entraîneur en avril et remporte son second titre de champion. En Coupe UEFA, l'équipe bute sur le FC Séville aux portes des poules.
La saison 2009-2010 confirme l'éclosion du club alpin. L'équipe, renforcée par l'arrivée du brésilien Alan, conserve son titre de champion et termine la phase de poules de Ligue Europa avec six victoires contre la Lazio Rome, Villarreal et le Levski Sofia. Le Standard de Liège met un terme à ce parcours en seizième de finale. Avec un total de 81 buts sous les couleurs du Red Bull Salzbourg, Marc Janko quitte le club en tant que meilleur buteur de son histoire.
En 2010-2011, le Red Bull Salzbourg remplace Huub Stevens par Ricardo Moniz, promu en interne. Le club recrute Jonathan Soriano en provenance du FC Barcelone, mais abandonne son titre au Sturm Graz pour trois points. En Ligue des champions, l'équipe parvient à passer les deux premiers tours préliminaires contre le HB Tórshavn et l'Omonia Nicosie, mais chute en barrages face à l'Hapoël Tel-Aviv. Repêché en Ligue Europa, le club ne parvient pas à sortir d'une poule relevée composée de la Juventus, de Manchester City et de Lech Poznań.
En 2011-2012, le club remporte son quatrième titre de champion et sa première Coupe d'Autriche. Le club parvient également à se qualifier pour les poules de la Ligue Europa, dans laquelle il se qualifie en compagnie de l'Athletic Bilbao et au détriment du PSG et du Slovan Bratislava. Toutefois, le club échoue dès les seizièmes de finale face au Metalist Kharkiv.
Malgré le remplacement de Ricardo Moniz par l’entraîneur allemand Roger Schmidt, la saison 2012-2013 est un échec. Le club abandonne son titre à l'Austria Vienne et chute d'entrée en Ligue des champions face au club luxembourgeois de Dudelange.
En 2013-2014, le Red Bull Salzbourg assoit sa domination en remportant, dès avril, son cinquième championnat en huit saisons, puis sa deuxième Coupe d'Autriche. C'est aussi une très bonne campagne européenne pour le club autrichien ; malgré son élimination en tour préliminaire de Ligue des champions face à Fenerbahçe, l'équipe réédite l'exploit de 2010 en rendant une copie parfaite en groupe de Ligue Europa, avec six victoires contre le Standard de Liège, Esbjerg, et Elfsborg. Le club élimine même l'Ajax Amsterdam en seizième de finale, mais chute face à Bâle au tour suivant. En fin de saison, Jonathan Soriano bat le record de 81 buts de Marc Janko et devient ainsi le meilleur buteur de l'histoire du club. Il termine aussi meilleur buteur du championnat.
Roger Schmidt quitte alors le club pour s'engager avec le Bayer Leverkusen. Il est remplacé par Adi Hütter, entraîneur du promu SV Grödig qu'il est parvenu à qualifier pour la Ligue Europa. Le technicien autrichien ne découvre pas le Red Bull Salzbourg, puisqu'il y a entraîné l'équipe jeune entre 2007 et 2009.
En 2014-2015, le club réalise son deuxième doublé Coupe-championnat consécutif, le troisième en quatre ans. Jonathan Soriano termine de nouveau meilleur buteur du championnat. Adi Hütter quitte le club en fin de saison.
La saison 2015–2016 débute mal pour le nouvel entraîneur Peter Zeidler, ancien entraîneur de Tours et du FC Liefering, l'autre club autrichien du groupe Red Bull. Le club ne remporte aucun de ses trois premiers matchs en championnat et est éliminé au troisième tour préliminaire de Ligue des champions par le club de Malmö, malgré une victoire 2-0 au match aller. Reversé en barrages de Ligue Europa, le club chute face au Dinamo Minsk et ne participe donc pas à la phase de groupes. Peter Zeidler est remplacé par Oscar García Junyent, ancien entraîneur espagnol du Maccabi Tel-Aviv FC et de clubs de deuxième division anglaise. Le club remporte alors son dixième titre de champion et Jonathan Soriano termine meilleur buteur du championnat pour la troisième saison consécutive. Le club remporte également sa quatrième Coupe d'Autriche.
En 2016-2017, le club conserve ses deux titres et devient ainsi le seul club autrichien de l'histoire à réaliser quatre doublés Coupe - Championnat consécutifs. Le club échoue cependant de nouveau à dépasser la phase de poule Ligue Europa après son élimination en barrages de Ligue des champions. À la fin de la saison, Oscar Garcia quitte le club pour l' AS St-Etienne et est remplacé par Marco Rose, ancien joueur de Bundesliga sans expérience professionnelle d'entraîneur.
Marco Rose parvient pour sa première saison en tant qu'entraîneur professionnel à conserver le titre de Champion en restant invaincu. Aussi, au bout d'une saison hors-norme, il hisse le club jusqu'en demi-finales de la Ligue Europa. Après une défaite 0-2 au Vélodrome face à l'Olympique de Marseille, l'équipe du RB Salzbourg mène 2-0 au bout du temps réglementaire et accède donc aux prolongations. A la 116' minute, Rolando, défenseur central de l'Olympique de Marseille marque sur un corner  (le ballon fut contré par son coéquipier) et élimine le RB Salzbourg. A l'issue du match, Rudi Garcia, entraîneur de l'Olympique de Marseille qualifie le RB Salzbourg de "très très bonne équipe" mais souligne son "manque d'humilité" en raison de différentes attitudes avant et après le match peu respectueuse pour l'adversaire (notamment une déclaration sur la supériorité physique de son équipe par Marco Rose).
Le Red Bull Salzbourg remporte son 15e titre, et le 8e consécutif, à deux journées de la fin du Championnat d'Autriche de football 2020-2021. Le club conserve son titre en 2022 et en 2023.

## Bilan sportif

### Palmarès
| Compétitions internationales                                       | Compétitions nationales |
| - Coupe UEFA - Finaliste : 1994 - Coupe Mitropa - Finaliste : 1971 | - Championnat d'Autriche (17) - Champion : 1994, 1995, 1997, 2007, 2009, 2010, 2012, 2014, 2015, 2016, 2017, 2018, 2019, 2020, 2021, 2022, 2023 - Vice-champion : 1971, 1992, 1993, 2006, 2008, 2011, 2013, 2024, 2025 - Coupe d'Autriche (9) - Vainqueur : 2012, 2014, 2015, 2016, 2017, 2019, 2020, 2021, 2022 - Finaliste : 1974, 1980, 1981, 2000, 2018 - Supercoupe d'Autriche (3) - Vainqueur : 1994, 1995, 1997 - Championnat d'Autriche D2 (2) - Champion : 1978, 1989 |

### Bilan par saison
Liste des saisons depuis que le club est dénommé Red Bull Salzbourg.
| Saison    | Division   | Niv. | Cl. | J  | G  | N  | P  | Bp  | Bc | Diff | Pts | Affluence moyenne. | Coupe d'Autriche   | Coupe d'Europe                           | Meilleur buteur en championnat      | Buts |
| --------- | ---------- | ---- | --- | -- | -- | -- | -- | --- | -- | ---- | --- | ------------------ | ------------------ | ---------------------------------------- | ----------------------------------- | ---- |
| 2005-2006 | Bundesliga | 1    | 2e  | 36 | 20 | 3  | 13 | 62  | 42 | 20   | 63  | 13683              | 2e tour            | —                                        | Marc Janko                          | 11   |
| 2006-2007 | Bundesliga | 1    | 1er | 36 | 22 | 9  | 5  | 72  | 25 | 47   | 75  | 15106              | Demi-finale        | C1 : 3e tour Q C3 : 1er tour             | Alexander Zickler                   | 22   |
| 2007-2008 | Bundesliga | 1    | 2e  | 36 | 18 | 9  | 9  | 63  | 42 | 21   | 63  | 13900              | Non participant    | C1 : 3e tour Q C3 : 1er tour             | Alexander Zickler                   | 16   |
| 2008-2009 | Bundesliga | 1    | 1er | 36 | 23 | 5  | 8  | 86  | 50 | 36   | 74  | 14226              | Huitième de finale | C3 : 1er tour                            | Marc Janko                          | 39   |
| 2009-2010 | Bundesliga | 1    | 1er | 36 | 22 | 10 | 4  | 68  | 27 | 41   | 76  | 12339              | Huitième de finale | C1 : Barrages Q C3 : 16e de finale       | Roman Wallner                       | 19   |
| 2010-2011 | Bundesliga | 1    | 2e  | 36 | 17 | 12 | 7  | 53  | 31 | 22   | 63  | 11022              | 2e tour            | C1 : Barrages Q C3 : Phase de groupes    | Roman Wallner                       | 18   |
| 2011-2012 | Bundesliga | 1    | 1er | 36 | 19 | 11 | 6  | 60  | 30 | 30   | 38  | 9851               | Vainqueur          | C3 : 16e de finale                       | Jakob Jantscher & Stefan Maierhofer | 14   |
| 2012-2013 | Bundesliga | 1    | 2e  | 36 | 22 | 11 | 3  | 91  | 39 | 52   | 77  | 8506               | Demi-finale        | C1 : 2e tour Q                           | Jonathan Soriano                    | 26   |
| 2013-2014 | Bundesliga | 1    | 1er | 36 | 25 | 5  | 6  | 110 | 35 | 75   | 80  | 10107              | Vainqueur          | C1 : 3e tour Q C3 : 8e de finale         | Jonathan Soriano                    | 31   |
| 2014-2015 | Bundesliga | 1    | 1er | 36 | 22 | 7  | 7  | 99  | 42 | 57   | 73  | 10013              | Vainqueur          | C1 : Barrages Q C3 : 16e de finale       | Jonathan Soriano                    | 31   |
| 2015-2016 | Bundesliga | 1    | 1er | 36 | 21 | 11 | 4  | 71  | 33 | 38   | 74  | 8483               | Vainqueur          | C1 : 3e tour Q C3 : Barrages Q           | Jonathan Soriano                    | 21   |
| 2016-2017 | Bundesliga | 1    | 1er | 36 | 25 | 6  | 5  | 74  | 24 | 50   | 81  | 78832              | Vainqueur          | C1 : Barrages Q C3 : Phase de groupes    | Hwang Hee-chan                      | 12   |
| 2017-2018 | Bundesliga | 1    | 1er | 36 | 25 | 8  | 3  | 81  | 29 | 52   | 83  | 7537               | Finale             | C1 : 3e tour Q C3 : Demi-finales         | Munas Dabbur                        | 22   |
| 2018-2019 | Bundesliga | 1    | 1er | 32 | 25 | 5  | 2  | 79  | 27 | 52   | 53  | 9687               | Vainqueur          | C1 : Barrages Q C3 : 8e de finale        | Munas Dabbur                        | 20   |
| 2019-2020 | Bundesliga | 1    | 1er | 32 | 22 | 8  | 2  | 110 | 50 | 60   | 50  | 11153              | Vainqueur          | C1 : Phase de groupes C3 : 16e de finale | Patson Daka                         | 24   |
| 2020-2021 | Bundesliga | 1    | 1er | 32 | 25 | 2  | 5  | 94  | 51 | 43   | 51  |                    | Vainqueur          | C1 : Phase de groupes C3 : 16e de finale | Patson Daka                         | 27   |
| 2021-2022 | Bundesliga | 1    | 1er | 32 | 25 | 5  | 2  | 77  | 19 | 58   | 52  |                    | Vainqueur          | C1 : 8e de finale                        | Karim Adeyemi                       | 19   |
| 2022-2023 | Bundesliga | 1    | 1er | 32 | 23 | 8  | 1  | 67  | 22 | 45   | 49  | 12362              | Vainqueur          | C1 : Phase de groupes C3 : 16e de finale | Benjamin Šeško                      | 16   |
| 2023-2024 | Bundesliga | 1    | 1er |    |    |    |    |     |    |      |     |                    |                    |                                          |                                     |      |
| 2024-2025 | Bundesliga | 1    | 2e  |    |    |    |    |     |    |      |     |                    |                    |                                          |                                     |      |

### Bilan européen
| Compétition              | P  | MJ  | V   | N  | D  | BP  | BC  | Diff. |
| ------------------------ | -- | --- | --- | -- | -- | --- | --- | ----- |
| Ligue des champions (C1) | 20 | 104 | 40  | 25 | 39 | 142 | 155 | -13   |
| Coupe des coupes (C2)    | 1  | 2   | 0   | 0  | 2  | 0   | 8   | -8    |
| Ligue Europa (C3)        | 21 | 124 | 64  | 17 | 43 | 200 | 150 | +50   |
| Coupe Intertoto          | 2  | 12  | 4   | 3  | 5  | 9   | 7   | +2    |
| Total                    | 44 | 242 | 108 | 45 | 89 | 351 | 320 | +31   |

## Personnalités historiques du club

### Anciens joueurs internationaux
- René Aufhauser (2005-2010)
- Martin Hinteregger (2010-2016)
- Stefan Ilsanker (2009-2015)
- Marc Janko (2005-2010)
- Jakob Jantscher (2010-2012)
- Florian Klein (2012-2014)
- Christoph Leitgeb (2007-)
- Stefan Maierhofer (2011-2013)
- Christian Mayrleb (2005-2006)
- Marcel Sabitzer (2014-2015)
- Franz Schiemer (2009-2014)
- Markus Schopp (2005-2006)
- Andreas Ulmer (2008-)
- Roman Wallner (2010-2012)
- Robin Nelisse (2008-2011)
- Ezequiel Carboni (2005-2008)
- Massimo Bruno (2014-2015)
- Alan (2010-2014)
- André Ramalho (2012-2015)
- Leonardo (2011-2012)
- Jorge Vargas (2006-2008)
- Somen Tchoyi (2008-2010)
- Duje Ćaleta-Car (2014-2018)
- Niko Kovač (2006-2009)
- Nikola Pokrivač (2009-2011)
- Patrik Ježek (2005-2010)
- Vratislav Lokvenc (2005-2008)
- Karel Piták (2006-2010)
- Thomas Augustinussen (2009-2011)
- Jonathan Soriano (2012-2017)
- Petri Pasanen (2011-2012)
- Dayot Upamecano (2015-2017)
- Simon Cziommer (2009-2012)
- Thomas Linke (2005-2007)
- Timo Ochs (2006-2009)
- Markus Steinhöfer (2006-2008)
- Gerhard Tremmel (2010-2011)
- Alexander Zickler (2005-2010)
- Isaac Vorsah (2012-2015)
- László Bodnár (2006-2011)
- Péter Gulácsi (2013-2015)
- Hwang Hee-chan (2015-2020)
- Naby Keïta (2014-2016)
- Amadou Haidara (2016-2019)
- David Mendes da Silva (2010-2013)
- Barry Opdam (2008-2010)
- Håvard Nielsen (2012-2014)
- Erling Braut Haaland (2019-2020)
- Ibrahim Sekagya (2007-2013)
- Sadio Mané (2012-2014)
- Milan Dudić (2006-2011)
- Saša Ilić (2007-2009)
- Rémo Meyer (2006-2009)
- Christian Schwegler (2009-)
- Johan Vonlanthen (2006-2009) (2010-2011)
- Vladimír Janočko (2006-2009)
- Dušan Švento (2009-2014)
- Kevin Kampl (2012-2014)
- Aleksander Knavs (2005-2008)
- Tsuneyasu Miyamoto (2007-2009)
- Takumi Minamino (2015-2020)
- Eddie Gustafsson (2008-2013)
- Rasmus Lindgren (2011-2012)
- Anis Boussaïdi (2008-2010)
- Mejdi Traoui (2008-2010)

### Entraîneurs
- K. Bauer (1933–?)
- Wache (1945)
- Anton Janda (1946–?)
- Ernst Schönfeld (1952)
- Max Breitenfelder (1953)
- Karl Sesta (1954–1955)
- Josef Graf (1955)
- Gyula Szomoray (1956–1957)
- Günter Praschak (1957)
- Franz Feldinger (1958)
- Karl Humenberger (1959)
- Erich Probst (1959–1960)
- Karl Vetter (1960–1961)
- Ignac Molnár (1962–1963)
- Günter Praschak (1965–1969)
- Karl Schlechta (1969–1971)
- Erich Hof (1971)
- Michael Pfeiffer (1972)
- Josip Šikić (1972–73)
- Günter Praschak (1973–75)
- Alfred Günthner (1975)
- Hans Reich (1976)
- Günter Praschak (1977)
- Alfred Günthner (1977–1980)
- Rudolf Strittich (1980)
- August Starek (1980–1981)
- Joszef Obert (1981–1984)
- Hannes Winklbauer (1984–1985)
- Adolf Blutsch (1985–1986)
- Hannes Winklbauer (1986– 1988)
- Kurt Wiebach (1988–1991)
- Otto Barić (1991–1995)
- Hermann Stessl (1995–1996)
- Heribert Weber (1996–1998)
- Hans Krankl (1998–2000)
- Miroslav Polak (2000)
- Hans Backe (2000–2001)
- Lars Søndergaard (2001–2003)
- Peter Assion (interim) (2003)
- Walter Hörmann (interim) (2004)
- Peter Assion (2004–2005)
- Nikola Jurčević (2005)
- Manfred Linzmaier (interim) (2005)
- Kurt Jara (2005-2006)
- Giovanni Trapattoni (2006-2008)
- Co Adriaanse (2008-2009)
- Huub Stevens (2009-2011)
- Ricardo Moniz (2011-2012)
- Roger Schmidt (2012-2014)
- Adi Hütter (2014-2015)
- Peter Zeidler (2015)
- Óscar García Junyent (2015-2017)
- Marco Rose (2017-2019)
- Jesse Marsch (2019-2021)
- Matthias Jaissle (2021-2023)

### Effectif professionnel actuel
Le premier tableau liste l'effectif professionnel du RB Salzbourg pour la saison 2025-2026. Le second recense les prêts effectués par le club lors de cette même saison.
En grisé, les sélections de joueurs internationaux chez les jeunes mais n'ayant jamais été appelés aux échelons supérieurs une fois l'âge-limite dépassé ou les joueurs ayant pris leur retraite internationale.

## Stades
- FC Rapid-Platz 1933-1944

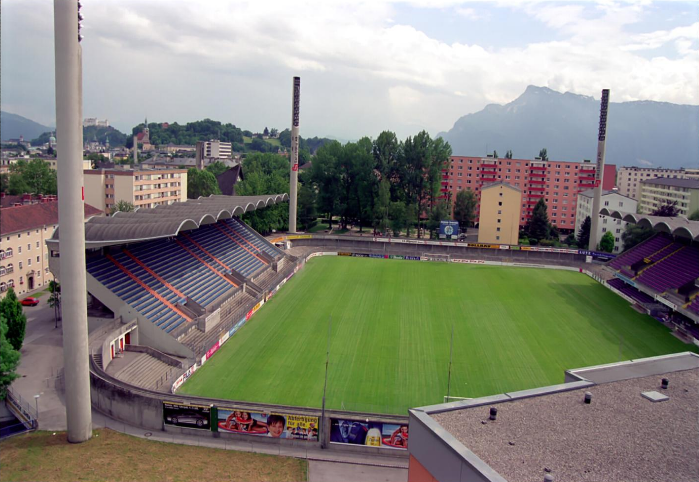
Le stade Lehen.

- Franz-Josef-Park par intérim après la deuxième guerre mondiale
- Lehener Sportplatz 1945-1969
- ASV-Anlage Itzling 1969-1971 par intérim pendant la transformation à Lehen
- Lehener Stadion 1971-2003 le transformé Lehener Sportplatz
- Stade Wals-Siezenheim 2003
- Red Bull Arena (depuis 2003)

## Galerie

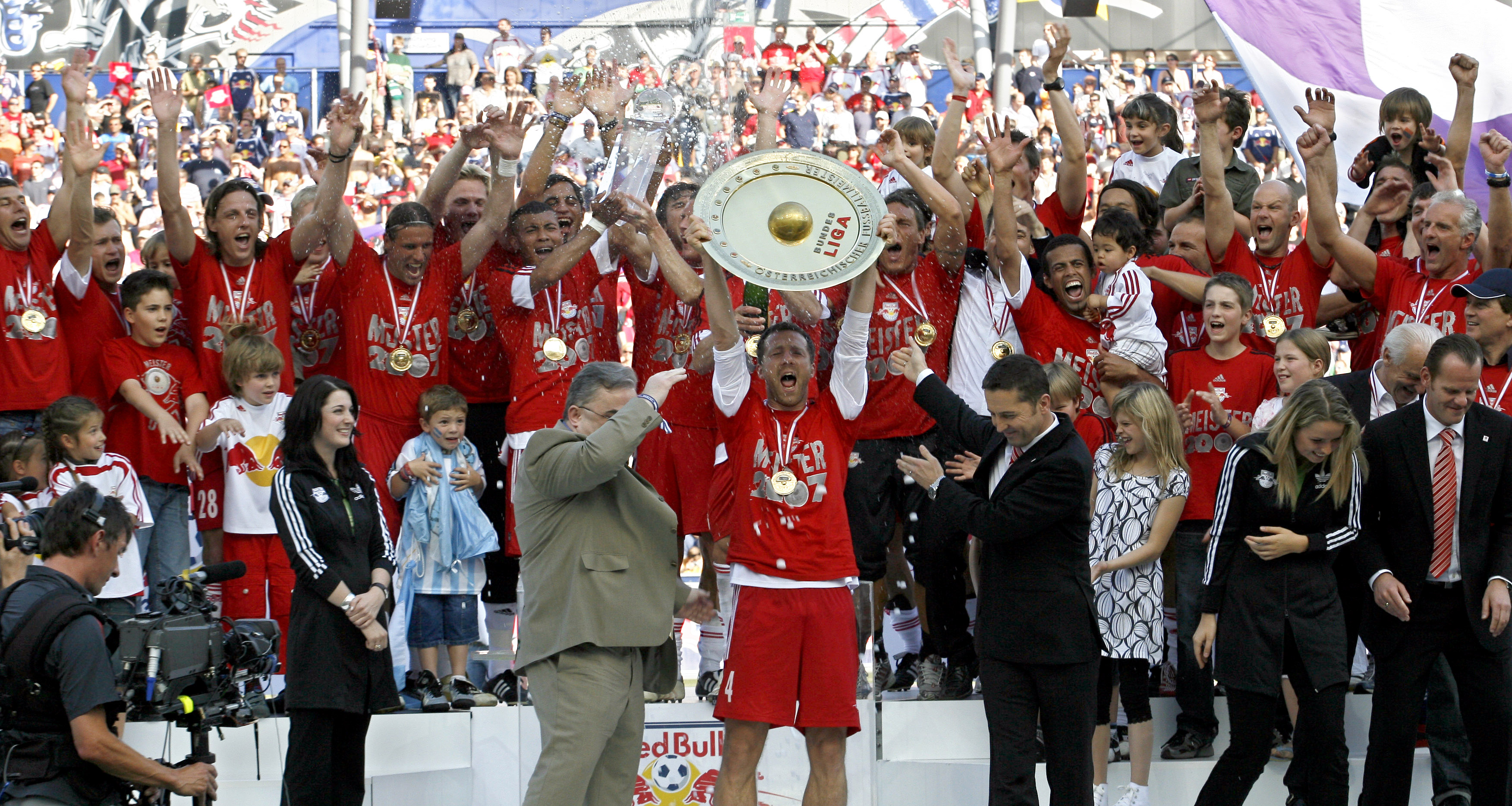
Champion 2006/2007
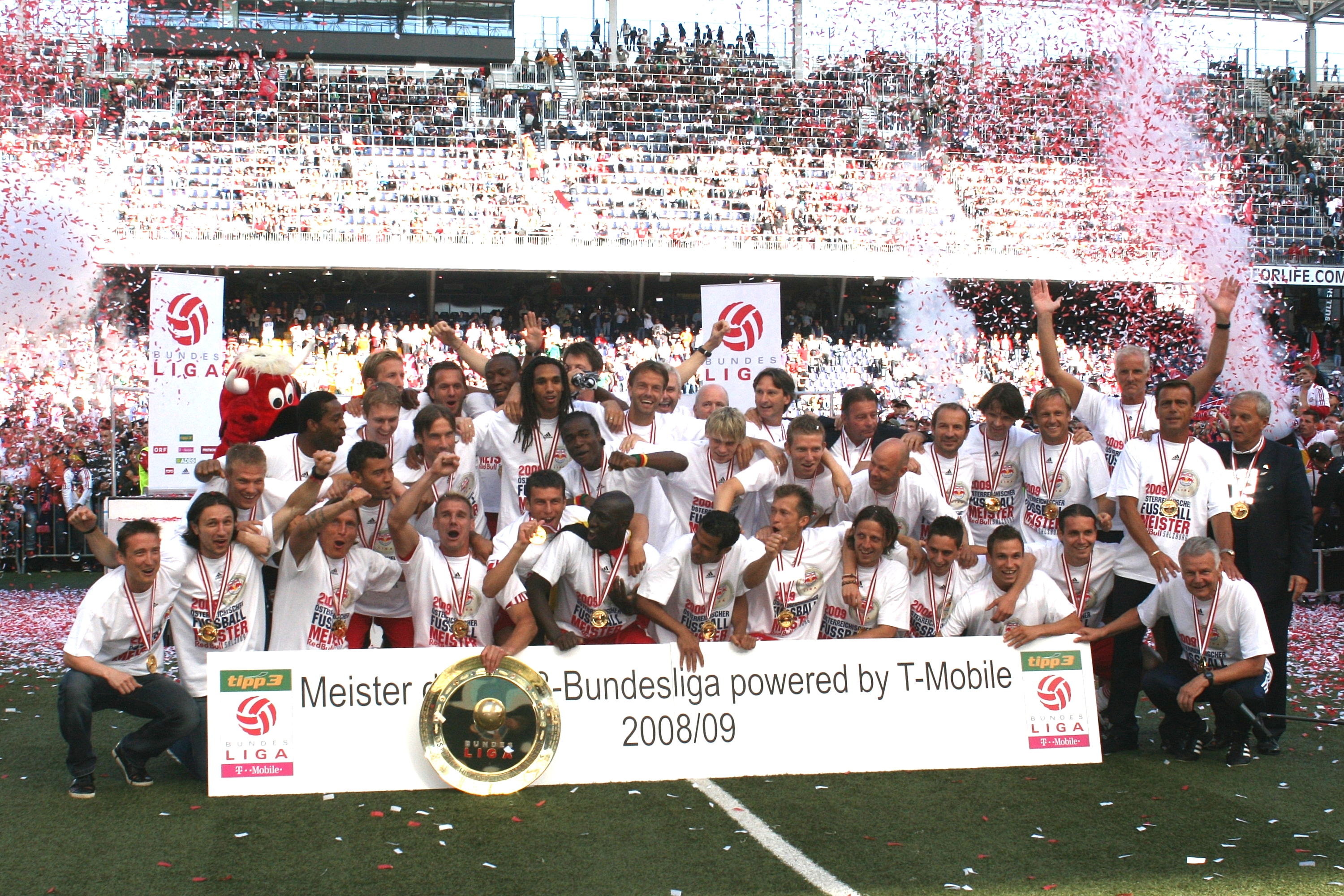
Champion 2008/2009
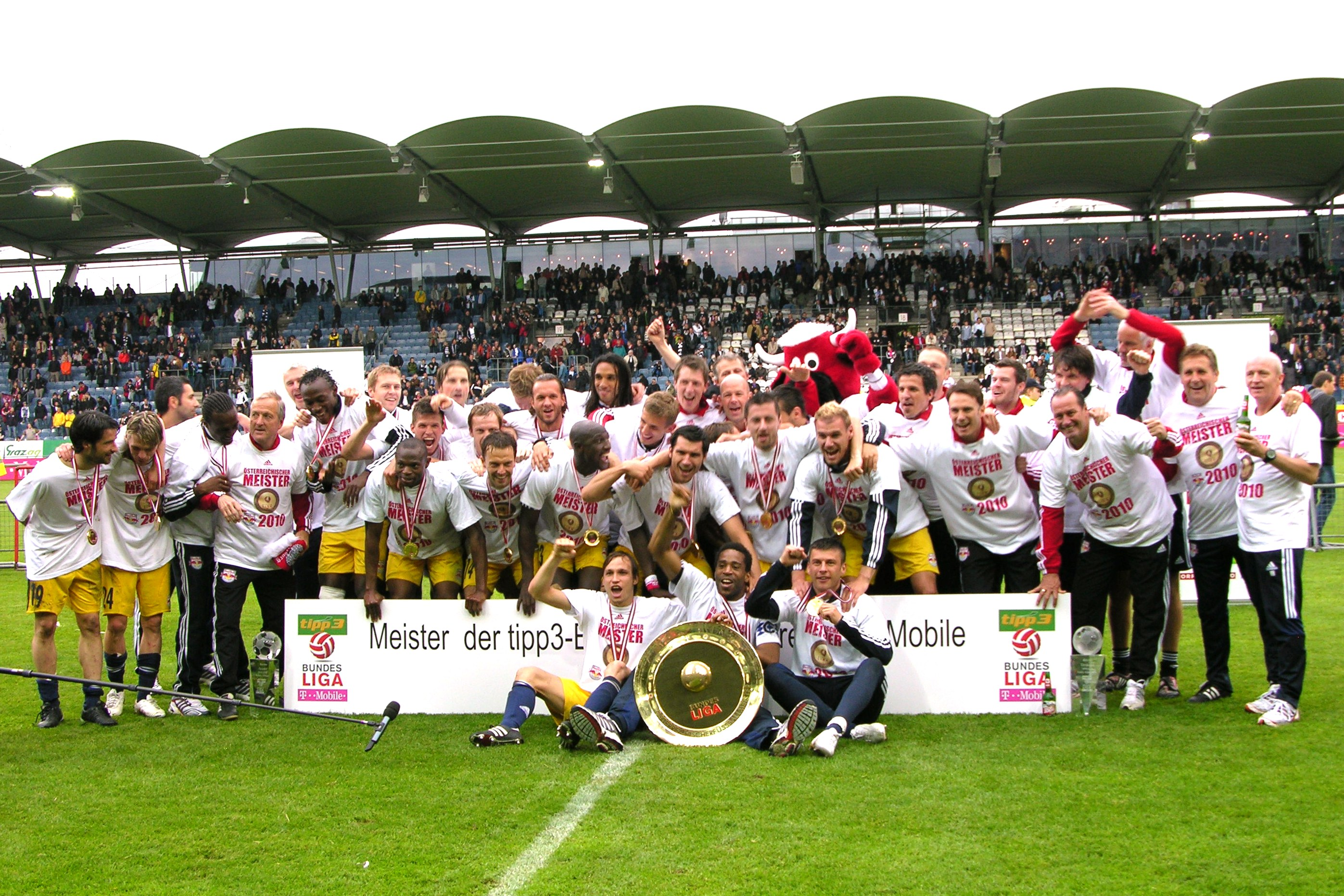
Champion 2009/2010
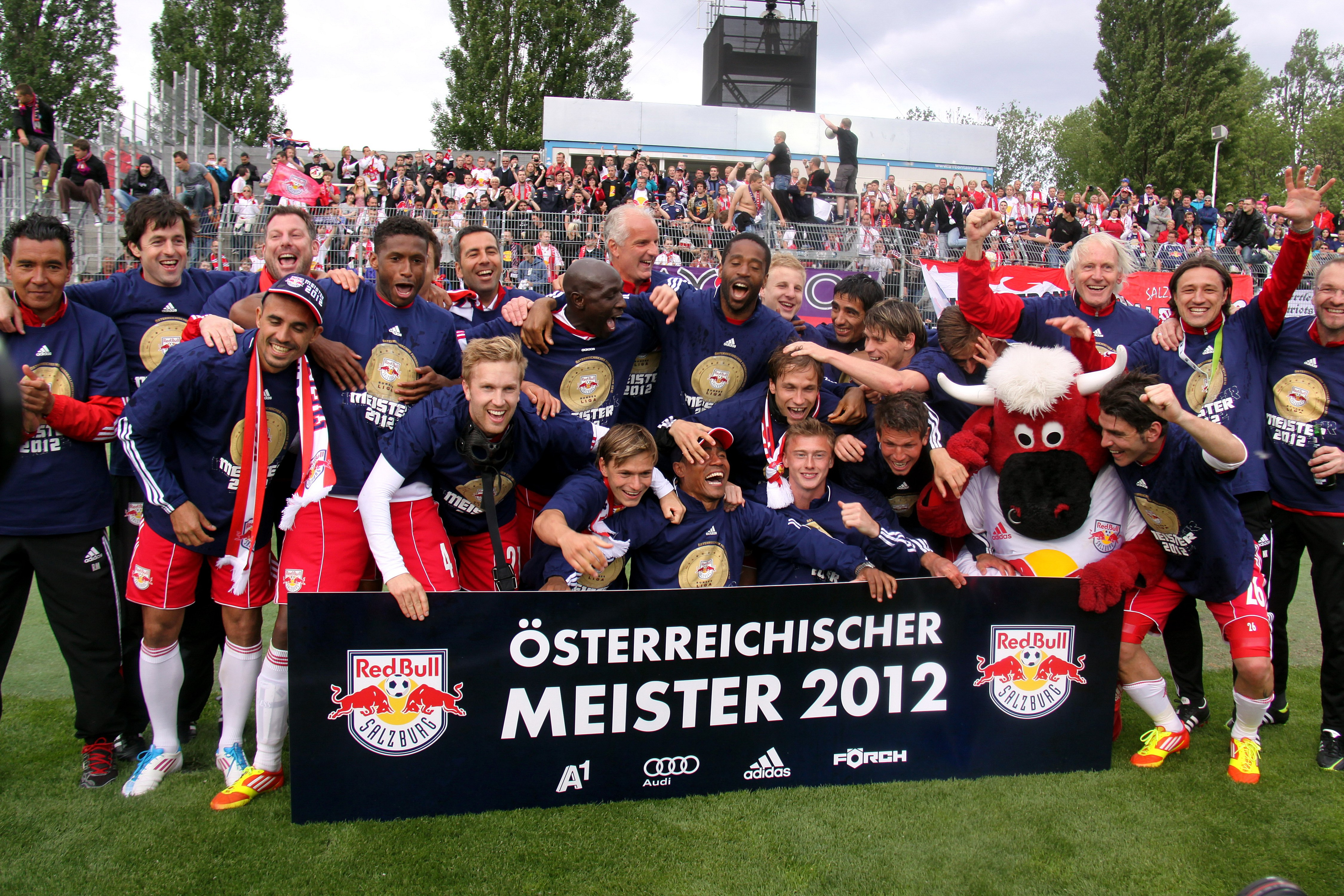
Champion 2011/2012
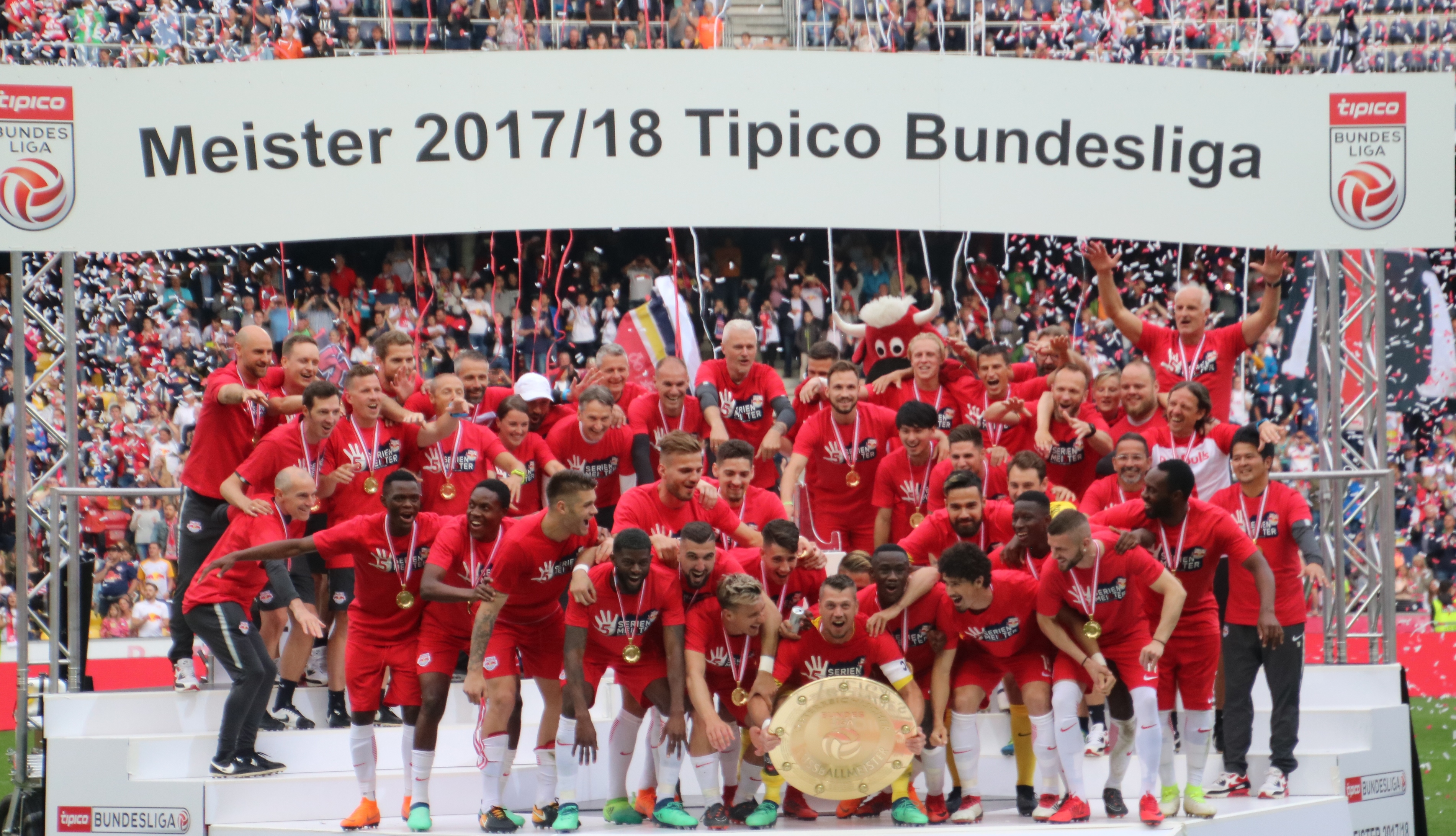
Champion 2017/18